# Jens Odgaard
Jens Odgaard, né le 31 mars 1999 à Hillerød au Danemark, est un footballeur danois qui joue actuellement au poste d'avant-centre au Bologne FC.

## Biographie

### Lyngby BK
Né à Hillerød au Danemark, Jens Odgaard est formé par le Lyngby BK. Il joue son premier match avec les professionnels alors qu'il n'a que 16 ans, le 28 octobre 2015, lors d'une rencontre de coupe du Danemark face à l'Aalborg BK. Il entre en jeu ce jour-là et inscrit à cette occasion son premier but en professionnel, mais ça ne suffit pas pour remporter la victoire et son équipe s'incline (1-2). Son club évolue en deuxième division danoise à ses débuts. Il participe à quelques matchs lors de sa première saison, en 2015-2016, saison où le Lyngby BK est sacré champion de deuxième division, accédant ainsi à l'échelon supérieur. Odgaard obtient alors son premier titre.
Odgaard fait donc ses débuts en Superligaen lors de la saison 2016-2017, le 24 juillet 2016 contre l'Odense BK (2-2). Le 19 mars 2017, il inscrit son premier but en championnat lors de la défaite contre le Brøndby IF (3-2).

### Passage en Italie
Le 5 juillet 2017, l'Inter Milan annonce le transfert du jeune Jens Odgaard, alors âgé de 18 ans, qui s'engage pour quatre ans. Il ne joue cependant qu'avec les équipes de jeunes avec le club milanais, n'intégrant jamais le groupe professionnel.
Le 30 juin 2018, Jens Odgaard est recruté par l'US Sassuolo, avec un contrat qui permet à l'Inter de racheter le joueur.

### Prêt à Heerenveen
Le 22 juin 2019, Jens Odgaard est prêté par l'US Sassuolo au club néerlandais du SC Heerenveen.

### Prêts à Lugano et Pescara
Le 2 octobre 2020, Jens Odgaard est à nouveau prêté, cette fois en Suisse, au FC Lugano, pour une saison. Son prêt se termine finalement en janvier 2021 et il est prêté dans la foulée et jusqu'à la fin de la saison au Delfino Pescara.

### RKC Waalwijk
Une nouvelle fois prêté le 24 juillet 2021, Jens Odgaard retrouve cette fois les Pays-Bas en étant cédé pour une saison au RKC Waalwijk. 
Le 18 janvier 2022, lors d'une rencontre de coupe des Pays-Bas contre l'ADO La Haye, Odgaard se fait remarquer en inscrivant trois buts. Il contribue ainsi grandement à la victoire de son équipe par quatre buts à deux,.

### AZ Alkmaar
Le 24 juin 2022, Jens Odgaard quitte cette fois définitivement l'US Sassuolo et s'engage en faveur de l'AZ Alkmaar. Il signe un contrat de cinq ans,.
Odgaard inscrit son premier but pour l'AZ le 1er septembre 2022, face au NEC Nimègue en championnat. Il est titularisé et marque le but égalisateur de son équipe (1-1 score final).

### Bologne FC
Le 1er février 2024, Jens Odgaard fait son retour en Italie en étant prêté au Bologne FC jusqu'à la fin de la saison, avec option d'achat.
Odgaard s'illustre dès sa première apparition pour Bologne en marquant un but, le 11 février 2024, lors d'une rencontre de Serie A face à l'US Lecce. Entré en jeu, il participe à la victoire de son équipe par quatre buts à zéro,.

### En sélection nationale
Jens Odgaard est sélectionné à plusieurs reprises avec l'équipe du Danemark des moins de 17 ans, il se fait remarquer dans cette catégorie en inscrivant un triplé le 28 mars 2016 contre l'Écosse, contribuant grandement à la victoire de son équipe (4-0). Avec cette sélection il participe au championnat d'Europe des moins de 17 ans en 2016, qui se déroule en Azerbaïdjan. Lors de cette compétition, il joue trois matchs, et se distingue en inscrivant un but le 12 mai contre l'Angleterre, sur une passe décisive de Mads Roerslev, mais son équipe s'incline finalement (défaite 1-3 du Danemark). Les Danois ne parviennent pas à sortir de la phase de groupe dans ce tournoi.
Avec les moins de 19 ans, Odgaard réalise un triplé le 30 août 2017, lors d'une victoire des jeunes danois face à la Suède (4-2).
Le 6 septembre 2019, il fête sa première sélection avec l'équipe du Danemark espoirs face à la Hongrie. Rencontre durant laquelle il est titulaire mais les deux équipes se neutralisent (0-0).

## Palmarès

### En club
Lyngby BK
- Championnat du Danemark de D2 (1) :
  - Champion en 2016

 Bologne FC
- Coupe d'Italie (1) :
  - Vainqueur en 2025[22]